# Roche-le-Peyroux
Roche-le-Peyroux is een gemeente in het Franse departement Corrèze (regio Nouvelle-Aquitaine) en telt 88 inwoners (2009). De plaats maakt deel uit van het arrondissement Ussel.

## Geografie
De oppervlakte van Roche-le-Peyroux bedraagt 7,2 km², de bevolkingsdichtheid is dus 12,2 inwoners per km².
De onderstaande kaart toont de ligging van Roche-le-Peyroux met de belangrijkste infrastructuur en aangrenzende gemeenten.

## Demografie
Onderstaande figuur toont het verloop van het inwonertal (bron: INSEE-tellingen).